# جاده ئی۸۴۴ اروپا
جاده ئی۸۴۴ اروپا (به انگلیسی: European route E844) یکی از جاده‌های درجه ۲ قاره اروپا است.
این جاده که در کشور ایتالیا قرار دارد از شهر سپتزانو آلبانزه شروع شده و در شهر سیباری به پایان می‌رسد.